# Francisque Collomb
Pour les articles homonymes, voir Francisque et Collomb.
Ne doit pas être confondu avec Gérard Collomb, maire de Lyon de 2001 à 2017 et de 2018 à 2020.
Francisque Collomb, né le 19 décembre 1910 à Saint-Rambert-en-Bugey et mort le 24 juillet 2009 à Lyon, est un homme politique français, de centre-droit. Il est maire de Lyon de 1976 à 1989.

## Biographie
Francisque Collomb naît à Saint-Rambert-en-Bugey, à une cinquantaine de kilomètres au nord-est de Lyon, dernier d'une famille nombreuse et pauvre,, et connait bientôt Charles Béraudier. Dans les années 1920, il suit ses études dans le collège Lamartine à Belley. À dix-sept ans, il part pour Lyon où il exerce divers petits métiers. Il rachète une petite entreprise, Chimicolor,. 
En 1963, il devient vice-président de la foire de Lyon, puis président en 1970. 
En 1976, il est vice-président de l'Association des maires des grandes villes de France.

### Carrière politique
Aux élections municipales de 1959, il est élu conseiller puis devient en 1965 adjoint au maire du 6e arrondissement de Lyon,. En 1968, il est élu sénateur et siège à la communauté urbaine de Lyon (COURLY) qui vient d'être créée,. En 1971, il est nommé adjoint aux affaires économiques à la mairie de Lyon. 
Le 5 décembre 1976, quelques jours après la mort de Louis Pradel, il est élu maire de Lyon par le conseil municipal. Quelques jours plus tard, le 27 décembre 1976, après la mort de treize enfants handicapés et leur monitrice quelques jours plus tôt, qui se noient à Lyon, il intervient lors de l'office multiconfessionnel pour prononcer quelques mots en leur mémoire, aux côtés de Bel Hadj El Maafi, imam de Lyon et résistant, Alexandre Renard, archevêque de Lyon et cardinal et Pierre Doueil, préfet du Rhône.

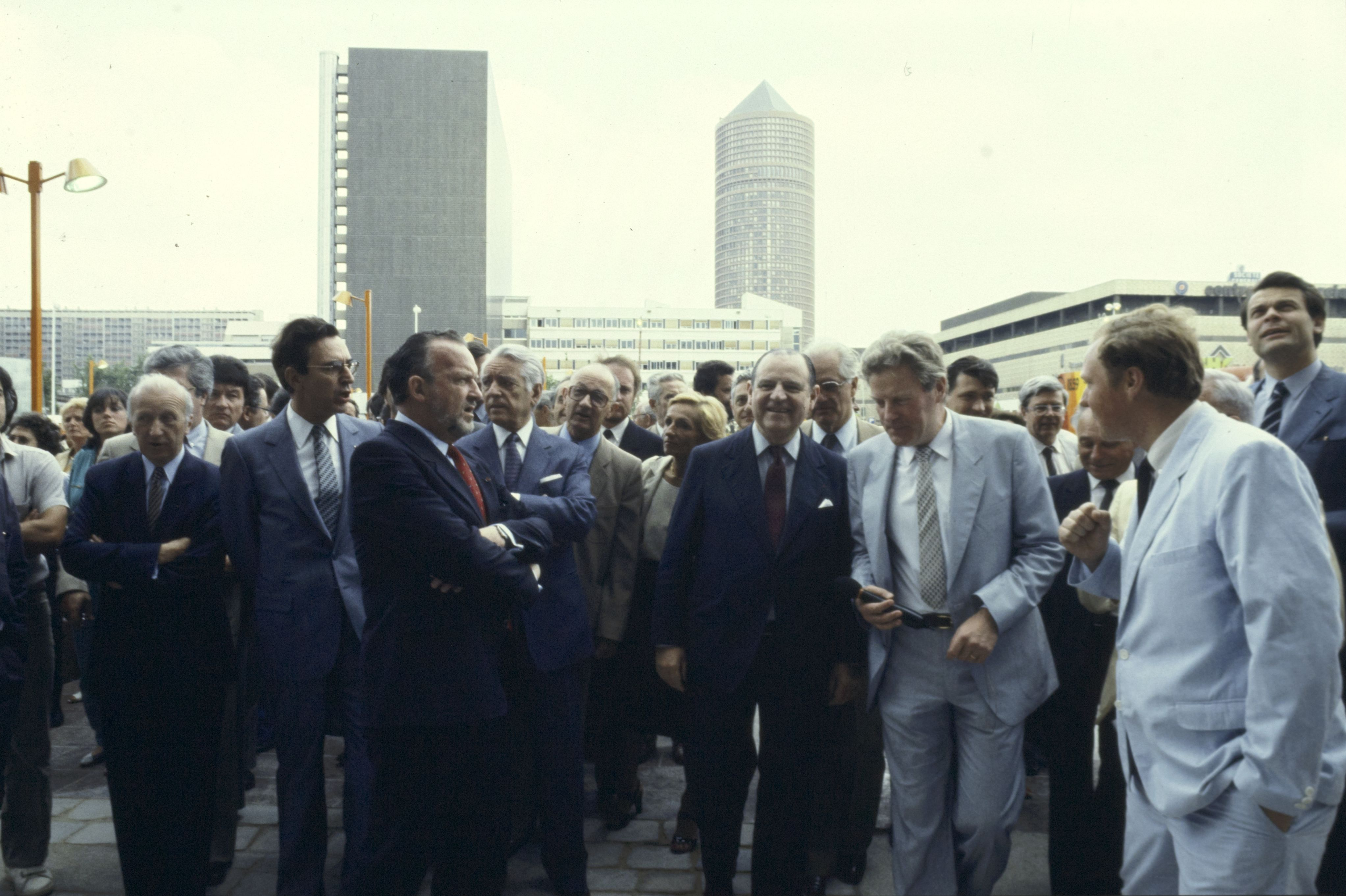
Inauguration de la gare de Lyon-Part-Dieu en présence du maire Francisque Collomb et de Raymond Barre.

La même année, il devient président de la communauté urbaine de Lyon. Il gagne les élections municipales en mars 1977 et va rester maire de Lyon pendant un peu plus de douze ans. Cette période est marquée par la construction du pont Winston Churchill, de la gare de Lyon-Part-Dieu, le développement du métro, le lancement d'Eurexpo, de la cité internationale et du palais des Congrès, l'installation dans la ville du siège d'Interpol et du service achat de la SNCF, ainsi que le lancement de la construction de la grande mosquée de Lyon,.
En 1979, il est élu député européen mais ne se représente pas en 1984. En 1983, il se rallie aux Comités d'action républicaine (CAR) de Bruno Mégret[réf. nécessaire]. Il est battu aux élections municipales de mars 1989 par Michel Noir. En 1995, après trois mandats consécutifs depuis 1968, il ne se représente pas aux élections sénatoriales.
Il meurt en 2009 à l'âge de 98 ans.

## Hommages

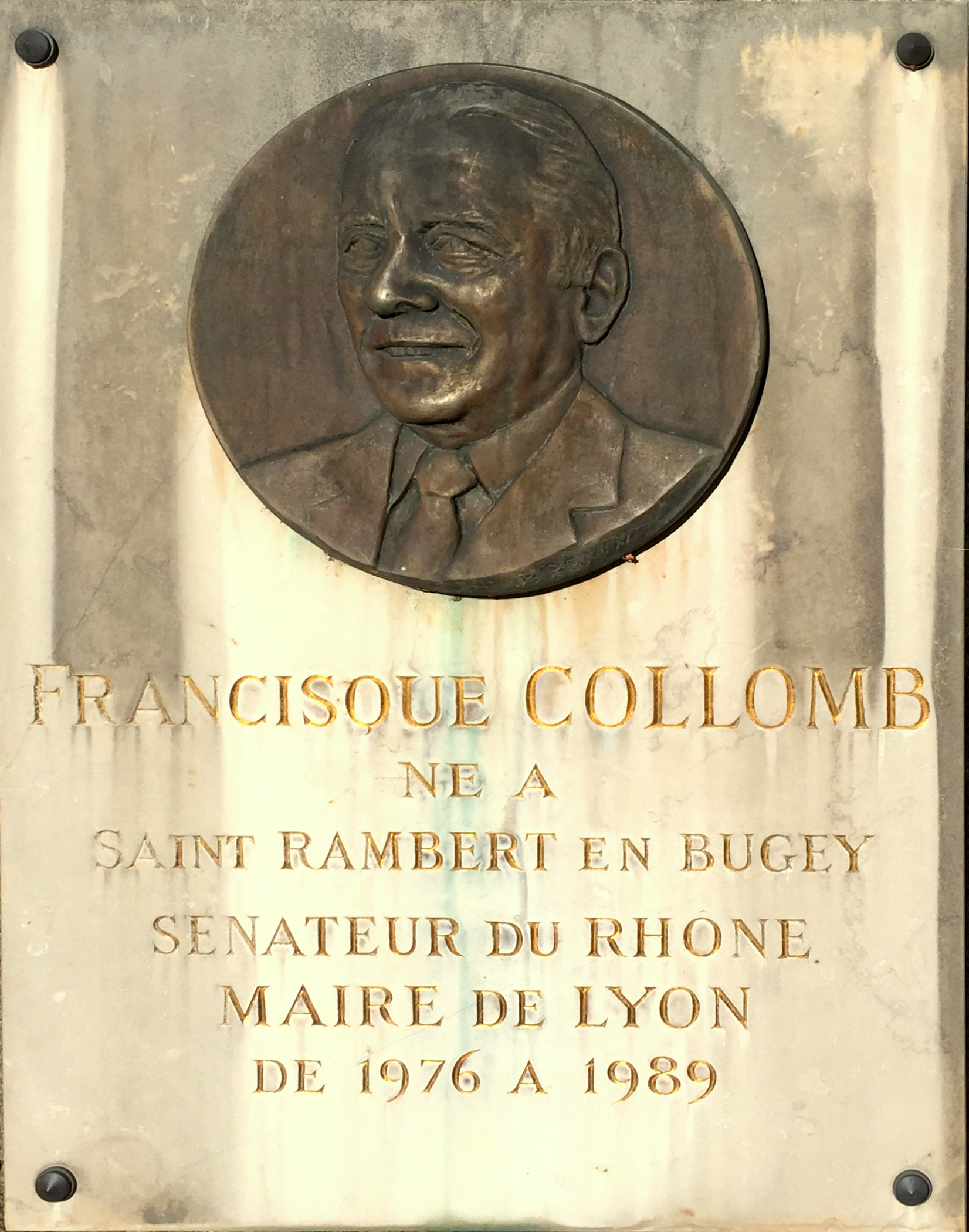
Francisque Collomb représenté sur la plaque de la stèle commémorative érigée dans sa commune de naissance Saint-Rambert-en-Bugey.

Depuis 2018, il existe une rue Francisque Collomb dans le quartier de la Confluence à Lyon.